# Supinatie
Supinatie is de beweging in de onderarm/het onderbeen en het polsgewricht/enkelgewricht, waarbij deze respectievelijk naar buiten en naar binnen draaien. Het tegenovergestelde is pronatie.
De naar beneden gerichte handpalm wordt bij supinatie vanuit de neutrale uitgangshouding, de anatomische houding in de onderarm naar boven gedraaid. Het spaakbeen, de radius draait tijdens deze beweging en komt daarbij langs de ellepijp, de ulna te liggen.
De binnenrand van de voet wordt bij supinatie in het onderste spronggewricht van de enkel opgetrokken.

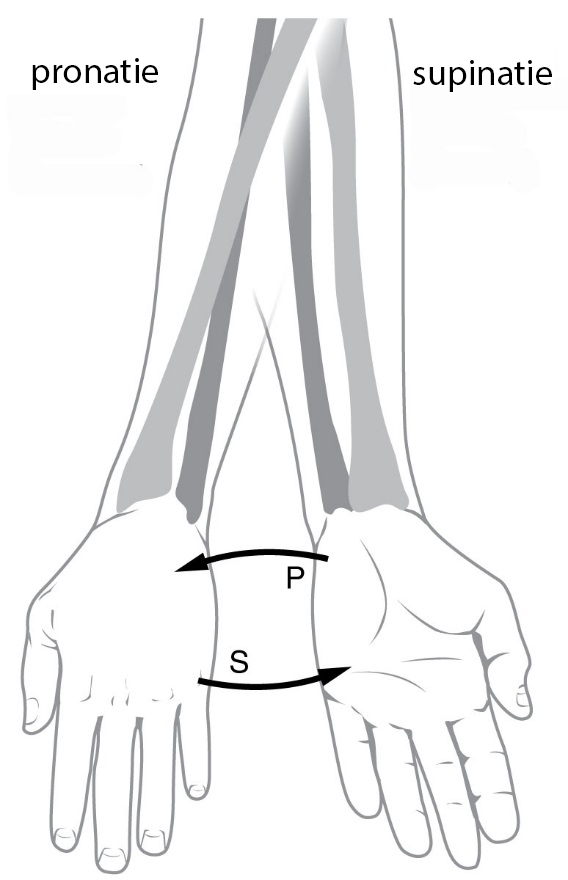
pronatie en supinatie van de arm
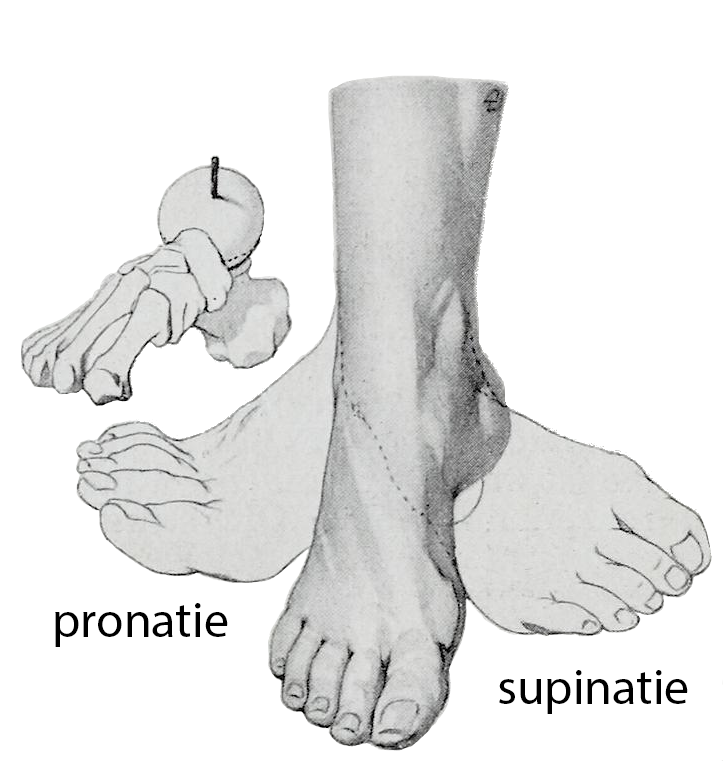
pronatie en supinatie van de voet